# Øystein Gåre
Øystein Gåre (30 juni 1954 – 18 september 2010) was een Noors voetbalcoach.
Gåre is vooral bekend als trainer van FK Bodø/Glimt waarmee hij in 2003 zowel tweede werd in de Tippeligaen als in het toernooi om de Beker van Noorwegen. Hij kreeg dat jaar de Kniksenprijs uitgereikt als Noors coach van het jaar. Sinds 2006 was hij bondscoach van het Noors voetbalelftal onder 21 jaar. Op 18 september 2010 overleed hij na een kort ziekbed.